# Chahnez Mbarki
Chahnez Al-Mbarki (en árabe: شهناز المباركي‎; 12 de junio de 1981) es una deportista tunecina que compitió en judo. Ganó una medalla en los Juegos Panafricanos de 2007 y siete medallas en el Campeonato Africano de Judo entre los años 2001 y 2009.

## Palmarés internacional
| Juegos Panafricanos | Juegos Panafricanos          | Juegos Panafricanos | Juegos Panafricanos |
| Año                 | Lugar                        | Medalla             | Categoría           |
| ------------------- | ---------------------------- | ------------------- | ------------------- |
| 2007                | Argel (Argelia)              | Medalla de bronce   | –48 kg              |
| Campeonato Africano |                              |                     |                     |
| Año                 | Lugar                        | Medalla             | Categoría           |
| 2001                | Trípoli (Libia)              | Medalla de plata    | –52 kg              |
| 2002                | El Cairo (Egipto)            | Medalla de oro      | –48 kg              |
| 2004                | Túnez (Túnez)                | Medalla de bronce   | –48 kg              |
| 2005                | Puerto Elizabeth (Sudáfrica) | Medalla de plata    | –48 kg              |
| 2006                | Puerto Louis (Mauricio)      | Medalla de oro      | –48 kg              |
| 2008                | Agadir (Marruecos)           | Medalla de oro      | –48 kg              |
| 2009                | Puerto Louis (Mauricio)      | Medalla de plata    | –48 kg              |